# Vuelta a Andalucía 2000
La 46ª edición de la Vuelta a Andalucía se disputó entre el 13 y el 17 de febrero de 2000 con un recorrido de 794,5 km dividido en 5 etapas, con inicio en Almería y final en Granada. 
Participaron 152 corredores repartidos en 19 equipos de ocho miembros cada uno de los que sólo lograron finalizar la prueba 114 ciclistas.
El vencedor, Miguel Ángel Peña, cubrió la prueba a una velocidad media de 37,889 km/h, la clasificación de la regularidad fue para Paolo Bettini, mientras que Francisco Cabello se impuso en la de la montaña y Jacky Durand en la de metas volantes . El mejor corredor andaluz fue el vencedor absoluto de la prueba, Miguel Ángel Peña.

## Etapas
| Etapa | Fecha         | Recorrido                            | Km    | Ganador de la etapa |
| 1ª    | 13 de febrero | Almería-Almería                      | 160,5 | Erik Zabel          |
| 2ª    | 14 de febrero | Castell de Ferro-Benalmádena         | 149,3 | Michele Bartoli     |
| 3ª    | 15 de febrero | Málaga-Santuario Virgen de la Sierra | 164,9 | Miguel Ángel Peña   |
| 4ª    | 16 de febrero | Córdoba-Jaén                         | 185,1 | Santiago Blanco     |
| 5ª    | 17 de febrero | Luque-Granada                        | 134,7 | Jo Planckaert       |